# Gonçalo Lima
Gonçalo Lima (Lisboa, 22 de Maio de 1993) é um actor português.

## Trabalhos Realizados

### Televisão
- "Morangos com Açúcar IX" - Aluno de Moda, TVI - 2011-2012
- "Detective Maravilhas" - Bernardo, TVI - 2007
- "Malucos & Filhos" - Personagens Variadas, SIC - 2006
- "Clube das Chaves" - Vasco (Fantasma da O.R.D.E.M.), TVI - 2005

### Teatro
- "O Espírito da Poesia" - Duende, Oeiras - Companhia de Actores - 2008
- "O Espírito da Poesia" - Duende, Oeiras - Companhia de Actores - 2007
- "Em Trânsito" - Teatro Municipal Amélia Rey Colaço - Companhia de Actores - 2007

### Publicidade
- Publicidade nas lojas "Brooklins" - 2005

### Voz
- Spot Publicitário (maquete) - Iglo - 2008
- Dobragem - RBA "Corpo Humano" - 2008

## Outras Participações
- “Você na TV” – Discussão do tema: “Discutir em frente dos filhos” - 2008
- Apadrinhamento Golfinho Vicky(Victória) - Zoo Lisboa - 2006
- Lançameto do DVD - "Clube das Chaves" - "Você na TV" - 2006
- Sessão de Autógrafos - "Feira Nova" - 2006
- Júri em Desfile de Máscaras - Zoo Lisboa - 2006
- Sessão Fotográfica para TV Guia - 2005
- "Clínicas Amo-te Vida" - Tratamento de Obesidade - 2005
- Sessão de Autógrafos - FNAC Cascais Shopping - 2005
- Apadrinhamento Golfinho Vicky(Victória) - Zoo Lisboa - 2005